# أحمد مكي (رجل قانون)
أحمد محمود مكي (5 يناير 1941 -) هو قاضٍ ووزير العدل المصري السابق ، ونائب رئيس محكمة النقض سابقاً ، ورئيس لجنة متابعة الانتخابات في نادي القضاة. واشتهر مكي كونه قاضياً معارضاً بارزاً أثناء حكم الرئيس السابق حسني مبارك، ما أكسبه شعبية كبيرة.

## نشأته
تخرج من كلية الحقوق بجامعة الإسكندرية سنة 1961 ، وعين فور تخرجه معاونا بالنيابة العامة ، وتدرج في المناصب إلى أن عُين مستشاراً في محكمة النقض المصرية في 20 أغسطس 1985 ، ثم نائبا لرئيس محكمة النقض اعتبارا من 3 ديسمبر 1989 
وتولى المستشار مكي رئاسة محكمة القيم ، وأيضا هو عضو بمجلس القضاء الأعلى[ ؟ ] خلال العام (2010 - 2011) نظرا لأقدميته بين مستشاري محكمة النقض التي أوصلته إلى منصب النائب الثاني لرئيس محكمة النقض ، إلى أن أُحيل للمعاش في 30 يونيو 2011 بعد بلوغه سن التقاعد الرسمي في سلك القضاء والمحدد ب70 عاما.
وعقب إحالته للتقاعد كلفه المستشار حسام الغرياني رئيس محكمة النقض ومجلس القضاء الأعلى (سابقاً) برئاسة لجنة تتولى دراسة وإعداد مقترحات لتعديل قانون السلطة القضائية ووضع مشروع قانون جديد.

## وزيراً للعدل
عُين أحمد مكي وزيراً للعدل في عهد الرئيس السابق محمد مرسي في أول تشكيل لحكومة هشام قنديل، واستقال من منصبه في إبريل 2013 بعد احتجاجات طالبت باستقالته.

## بعد الوزارة
عقب انقلاب 2013، صرح بأن وزارة الدفاع هي التي أوصت الرئيس محمد مرسي بفرض حالة الطوارئ في مدن القناة. وقال إن الإخوان فشلوا وأفشلوا، وأن "كل الدولة العميقة كانت عليهم سواء وسائل إعلام والمؤسسات القضائية ونادي القضاة"، وأشار إلى قطع الموظفين المدنيين للكهرباء وأزمات السولار والبنزين.